# Стружа (Паєнчанський повіт)
Стружа (пол. Stróża) — село в Польщі, у гміні Жонсня Паєнчанського повіту Лодзинського воєводства.
Населення — 196 осіб (2011).
У 1975-1998 роках село належало до Пйотрковського воєводства.

## Демографія
Демографічна структура станом на 31 березня 2011 року:
|          | Загалом | Допрацездатний вік | Працездатний вік | Постпрацездатний вік |
| -------- | ------- | ------------------ | ---------------- | -------------------- |
| Чоловіки | 100     | 15                 | 72               | 13                   |
| Жінки    | 96      | 16                 | 58               | 22                   |
| Разом    | 196     | 31                 | 130              | 35                   |